# Middelhavslegene 1951
Det første Middelhavslegene blev afholdt i Alexandria, Egypten, hvor 734 atleter (alle mænd) fra 10 lande deltog. Arrangementet fandt sted fra den 5. til 20 oktober 1951.

## Sportsgrene
- Atletik (detaljer)
- Basketball (detaljer)
- Boksning (detaljer)
- Udspring (detaljer)
- Fægtning (detaljer)
- Fodbold (detaljer)
- Gymnastik (detaljer)
- Roning (detaljer)
- Skydning (detaljer)
- Svømning (detaljer)
- Vandpolo (detaljer)
- Vægtløftning (detaljer)
- Brydning (detaljer)

## Medaljetabel
| Plads | Land        | Guld | Sølv | Bronze | Total |
| ----- | ----------- | ---- | ---- | ------ | ----- |
| 1     | Italien     | 28   | 22   | 12     | 62    |
| 2     | Frankrig    | 26   | 13   | 5      | 44    |
| 3     | Egypten     | 20   | 26   | 16     | 62    |
| 4     | Tyrkiet     | 10   | 3    | 7      | 20    |
| 5     | Grækenland  | 4    | 9    | 8      | 21    |
| 6     | Jugoslavien | 3    | 5    | 7      | 17    |
| 7     | Spanien     | 1    | 4    | 4      | 9     |
| 8     | Libanon     | 0    | 5    | 14     | 19    |
| 9     | Syrien      | 0    | 3    | 10     | 13    |
| Total | Total       | 92   | 90   | 86     | 268   |